# Jean de Bierbeek
Pour les articles homonymes, voir Bierbeek.
Jean de Bierbeek apporta à l'abbaye de Parc un 10e abbé, entre 1212 et 1226 quand il mourut. Cet abbé veilla à la bonne administration du temporel. Sous sa gestion, les possessions de l'abbaye de Parc s'accrurent notablement. Il développa aussi les engagements des chanoines vers des missions religieuses extérieures à l'abbaye.
L'abbaye est toujours en activité depuis sa fondation en 1129. C'est un établissement prémontré situé près de Louvain, à l'époque dans le duché de Brabant et, en 2021, dans le Brabant flamand belge.

## Chronologie

Armoiries de la ville de Bierbeek.

Selon J.E. Jansen, Jean de Bierbeek est issu de la famille des nobles barons de Bierbeek. Selon F.J. Raymaekers, il est issu de la noble famille des sires de Bierbeek.
Après sa mort datée du 12 décembre 1226, il est inhumé dans l'ancien petit temple de Parc, qui est aussi l'église originel de l'abbaye. Par la suite, selon J.E. Jansen, ses restes sont placés peu de temps après près de ceux du 12e abbé de Parc Alard de Vuren, dans le sanctuaire du côté du grand autel. Selon F.J. Raymaekers, le corps est transporté plus tard au nouveau chœur que l'abbé Jean de Bierbeek avait commencé à construire mais dont l'achèvement était réservé à son successeur Henri de Bruxelles, le sarcophage de l'abbé Jean étant placé au nord du chœur, en face du maître-autel.

## Abbatiat

### Administration
Du temps de l'abbé Jean de Bierbeek, 26 religieux furent acceptés à l'abbaye de Parc, dont 2 convers.
Il est admis que l'abbé Ywan de Bierbeek veilla à la bonne administration du temporel et que sous sa gestion, les possessions de l'abbaye de Parc s'accrurent. Notamment, le pape Honoré III accorda deux bulles en faveur de l'abbaye de Parc confirmant ses donations et privilèges.
Sur le même plan, il céda aux moines de l'abbaye d'Affligem la partie des dîmes que les religieux de l'abbaye de Parc possédaient à Laeken, à raison d'une redevance annuelle de seigle et d'avoine. Il fit de même à l'égard de l'alleu de Ganshoren.

### Religion
L'abbé est très présent aussi du côté du religieux puisque :
- les religieux de l'abbaye de Parc se mirent à célébrer le service divin à Vaelbeek contre un don de terres du seigneur Gosuin d'Heverlé[4] ;
- il obtint, de la part du duc Henri Ier de Brabant, le patronage de l'église de Werchter et ses dépendances à Haecht et Wackerzele, ce qui produisit la célébration d'une messe quotidienne pour le repos des âmes du duc, de la duchesse Marie et de ses autres parents[4] ;
- il fit desservir la paroisse de Werchter par ses religieux, devenant en outre cinq années plus tard le curé de cette paroisse, introduit par l'archidiacre du Brabant B. De Vallibus[5].

### Construction
L'abbé Jean de Bierbeek fait bâtir une chapelle plus vaste parce que la chapelle originelle, qui fait office d'église, devient trop petite. 

### Essaimage
L'abbé Jean de Bierbeek participe, en 1219, à la fondation du couvent de chanoinesses norbertines de l'Ile-Duc à Pellenberg, ce couvent étant totalement englobé dans la juridiction de l'abbaye de Parc au XVe siècle sous la dénomination d'abbaye de Gemp,.

## Postérité

### Indication posthume
Dans son ouvrage cité plus bas, J.E. Jansen accompagne la chronologie de l'abbé Jean de Bierbeek d'une indication en latin qu'un traducteur automatique transcrit en « Un homme de Dieu et de zèle pour la discipline de la règle ».

### Armes de l'abbé

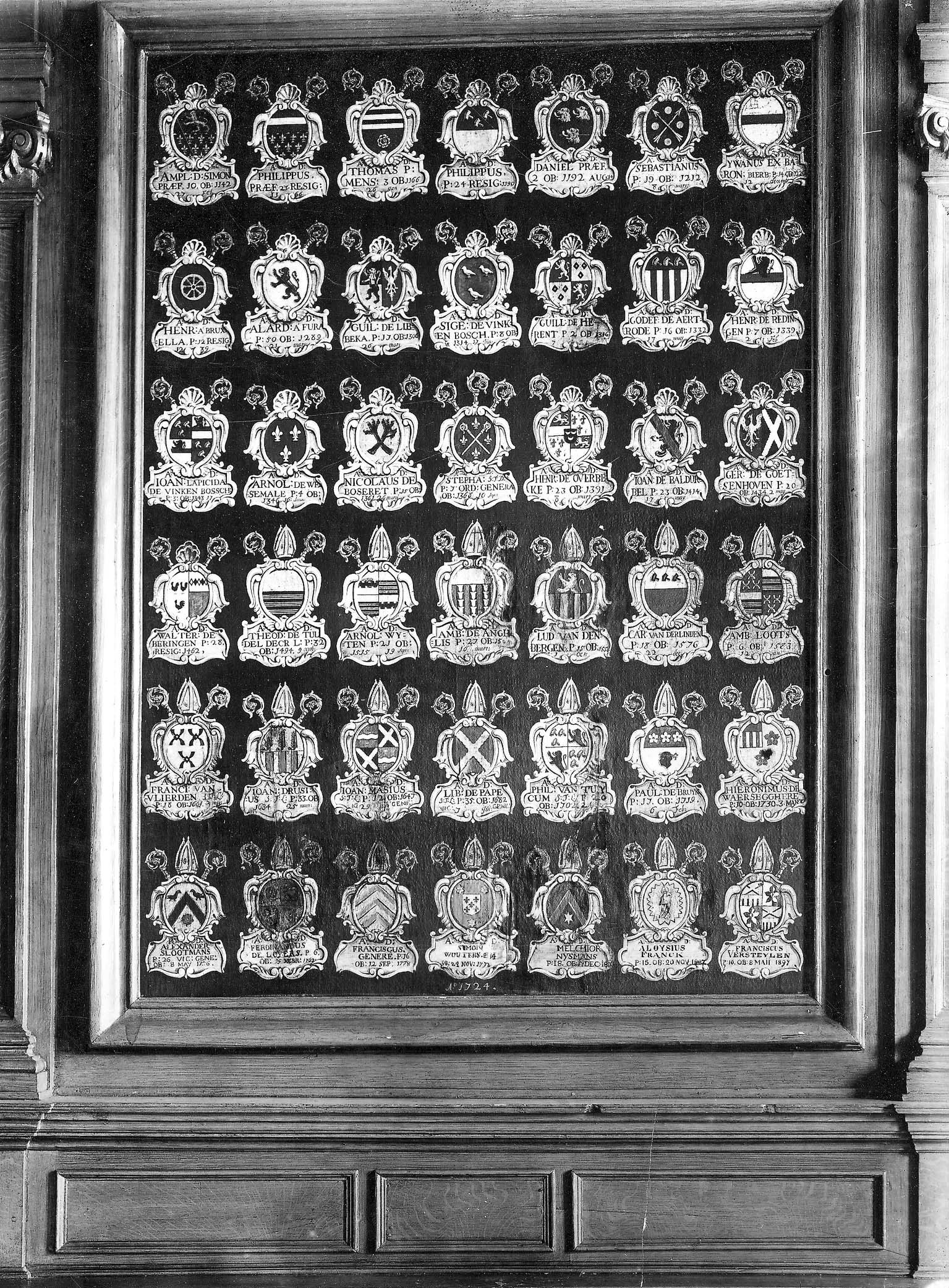
Armes des abbés de Parc (1724).

Le blasonnement des armes de l'abbé Jean de Bierbeek est : « d'argent à la fasce de gueules ». Il est conforme à ce qui est représenté sur le tableau des armes des abbés qui existe dans l'abbaye de Parc. Ce blason apparaît aussi dans l'armorial des abbés de Parc.